# Mario Semoli
Mario Semoli (Montevarchi, 22 gennaio 1921 – Montevarchi, 28 settembre 2000) è stato un calciatore italiano, di ruolo centrocampista.

## Caratteristiche tecniche
Poteva essere impiegato sia come mediano che come mezzala, ruoli in cui suppliva ai limiti tecnici con le doti di corsa e generosità.

## Carriera
Cresciuto nel Montevarchi e nell'Arezzo, disputa con la formazione amaranto tre campionati di Serie C tra il 1938 e il 1941, prima di trasferirsi al Siena. Qui esordisce in Serie B, il 2 novembre 1941 a Novara, e a fine stagione totalizza 33 presenze. Nella stagione successiva finisce ai margini della prima squadra a causa di problemi fisici, e successivamente parte per il fronte. Nel dicembre 1942 il quotidiano Il Littoriale e il settimanale Il Calcio Illustrato pubblicano la falsa notizia della sua morte nel corso delle operazioni militari, in seguito alla sua assenza ad uno stage di giovani calciatori organizzato dal commissario tecnico della Nazionale Vittorio Pozzo; la notizia viene smentita personalmente da Semoli, che l'aveva letta mentre si trovava al fronte.
Al termine della guerra ritorna titolare nel Siena impegnato nel Campionato di Serie A-B Centro-Sud, disputando 13 partite e realizzando un gol, contro l'Anconitana. A fine stagione viene acquistato dalla Fiorentina, con cui debutta in Serie A il 24 novembre 1946 contro il Brescia, e con cui totalizza 5 presenze nella massima serie, frenato da alcuni infortuni.
Dopo aver sostenuto un provino nella Lazio, a dicembre 1947 viene ingaggiato dal Piacenza, militante in Serie B, per 800.000 lire. In Emilia gioca 16 partite, senza poter evitare la retrocessione in Serie C, e nella stagione successiva rimane inattivo fino a gennaio, quando viene ceduto al Savona, sempre in terza serie. Esordisce con la nuova maglia il 6 gennaio 1949, proprio contro il Piacenza, mettendo anche a segno un gol; a fine stagione torna per un'annata nel Montevarchi e quindi si trasferisce alla Palmese, dove rimane fino all'estate 1951, quando viene posto in lista di trasferimento.

## Onorificenze
Nel 2025 viene inserito tra gli eletti della Hall of fame del Montevarchi.

## Palmarès

### Club

#### Competizioni regionali
- Promozione: 1

Palmese: 1950-1951